# Eugène Druet
Pour les articles homonymes, voir Druet.
Eugène Druet, né le 26 juin 1867 à Paris et mort dans la même ville le 21 janvier 1916, est un photographe et galeriste français.

## Biographie

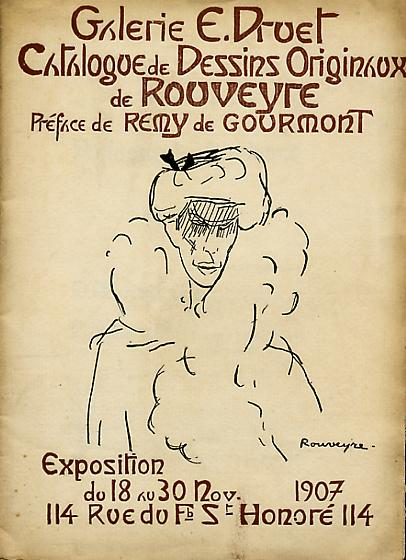
Catalogue des dessins originaux d'André Rouveyre, exposition à la galerie E. Druet, 1907.

Alphonse Eugène Druet est né au 206, rue du Faubourg-Saint-Martin à Paris. Ses parents, Eugène Alphonse Druet et Alphonine Augustine Herbinière, étaient alors fruitiers.
Il a, dans un premier temps, été tenancier du Yacht Club français, un petit café familial qu'il rachète en 1893, au 3, place de l'Alma (avenue du Président-Wilson de nos jours). Auguste Rodin, dont l'atelier du Dépôt des marbres au 182, rue de l'Université était non loin du Yacht Club français, fréquentait régulièrement le café d'Eugène Druet, et lui fit découvrir la photographie d'art.
Après leur rencontre en 1896, Druet réalise de nombreux clichés des sculptures de Rodin et lui fait bientôt office de photographe officiel. Selon Hélène Pinet, la raison pour laquelle Rodin choisit Druet comme photographe reste obscure, mais pourrait tout simplement être expliquée par le fait que le sculpteur ait été impressionné par les photos amateurs que Druet lui aurait présentées. Ils travaillent ainsi jusqu'en 1900, date à laquelle ils s'éloignent peu à peu, notamment parce que Druet n'était presque pas rémunéré pour ce travail volontaire auprès de Rodin. 1900 est aussi la date de la grande rétrospective que Rodin organise au pavillon de l'Alma, en marge de l'Exposition universelle : Druet s'était chargé de pratiquement de toute l'organisation, et avait par la même occasion eu un pan de mur consacré à 71 de ses photographies,.
Sur les conseils de Rodin, Druet abandonne son café pour ouvrir une galerie d'art en 1903, au 114, rue du Faubourg-Saint-Honoré, qu'il transfère au 20, rue Royale en 1908. Cette galerie parisienne devient assez connue. Dans L'Autobiographie d'Alice B. Toklas de Gertrude Stein, la galerie est évoquée au chapitre 3 : « à l'autre bout de Paris, rue du Faubourg-Saint-Honoré, était installé l'ancien restaurateur et photographe Druet. ». Il compte parmi ses riches clients le fameux collectionneur moscovite Ivan Morozov.
Il pratique la photographie d'art et réalise tout particulièrement des clichés de tableaux. Il vend alors dans sa galerie les tableaux, ainsi que les clichés qu'il en réalise. Cette idée de vendre les reproductions des tableaux qu'il expose lui permettra de réaliser des bénéfices supplémentaires. Guillaume Apollinaire écrit des photos de la galerie Druet qu'elles « reproduisent de façon tout à fait satisfaisante des tableaux célèbres de Léonard de Vinci à Maurice Denis en passant par Titien, Ingres, Toulouse-Lautrec et Cézanne ».
Il accède à une reconnaissance dans le milieu de l'art. Par exemple, le 2 mars 1913, il assiste à la grande vente aux enchères des œuvres de la collection La peau de l'ours, dans les salles 7 et 8 de l'hôtel Drouot, où il tient le rôle d'expert avec Josse et Gaston Bernheim-Jeune.
Sa galerie exposa près de 1 300 artistes entre 1903 et 1938, comme Georges Manzana-Pissarro, Charles Camoin, Henri Manguin, Théo van Rysselberghe, Odilon Redon, Albert Marquet, Léon Lehmann, Maurice Denis, Jacqueline Marval, Paul Cézanne, Fernand Labat, Jules Cavaillès, Jean Fernand-Trochain ou Maurice Georges Poncelet.
Il meurt d'une congestion cérébrale à Paris en 1916. Après sa mort, sa femme reprend la galerie jusqu'en 1938, date de sa fermeture. Par la suite, l'ensemble de ses archives (soit 30 000 plaques) sont rachetées par François Antoine Vizzavona, lui-même photographe d'art et éditeur.

## Distinctions
- Officier de l'Instruction publique (1908)

## Son œuvre

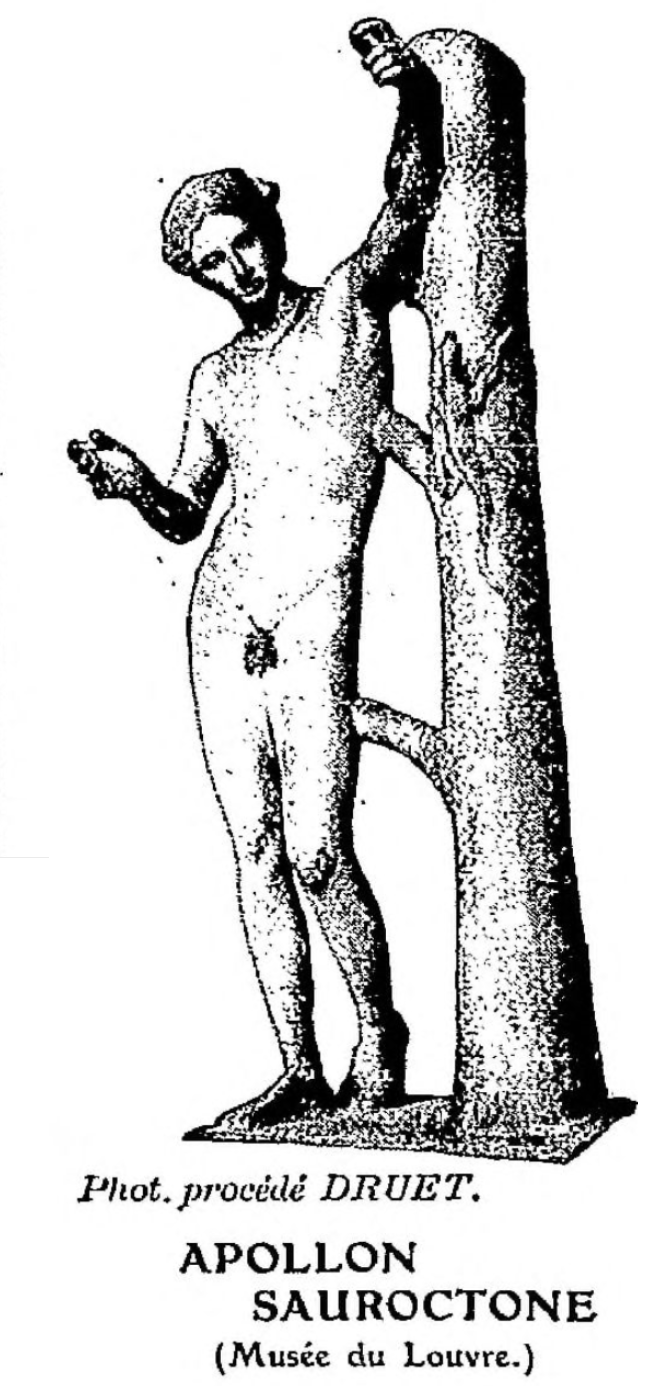
Apollon Sauroctone, reproduit dans le magazine Touche à tout, cliché selon procédé Druet.

Eugène Druet a utilisé les plaques autochromes Lumière pour réaliser nombre de ses clichés. Il utilise les formats 9 × 12 cm en grande majorité, mais aussi 13 × 18 cm et 18 × 24 cm.
Ses photographies sont un témoignage précieux, puisqu'il réalise de nombreux clichés en couleurs d'œuvres d'art ou d'artistes. Son talent donnera même son nom à un procédé photographique (le procédé Druet).
Au début, sa production comprend essentiellement des photographies d'œuvres d'Auguste Rodin réalisées de son vivant. Le critique Claude Anet dira de ses tirages qu'ils « reproduisent non seulement toutes les délicatesses du modelé, la beauté des plans et des lignes, mais encore […] le pouvoir d´évocation des œuvres elles-mêmes ».
Par la suite, il réalise une série de photographies des tableaux de Vincent van Gogh à l'époque où ses œuvres commençaient à gagner en notoriété (L'Arlésienne, Jardin à Auvers, Portrait du docteur Gachet). Cette série contribua à l'époque à diffuser l'œuvre de van Gogh.
Sa série de photographies du danseur Vaslav Nijinski ont été réalisées le 19 juin 1910 dans le jardin du peintre Jacques-Émile Blanche.
Dans un numéro du Bulletin de la SFP de 1908, son œuvre est ainsi commentée : « À l'encontre d'un très grand nombre de photographes, se contentant d'à peu près sans se soucier de l'exactitude des valeurs, M. Druet s'est toujours préoccupé d'orthochromatisme, parvenant ainsi à une fidélité de rendu indispensable en matière de reproduction d'œuvre d'art ».
Une grande partie de ses clichés est conservée à la médiathèque de l'architecture et du patrimoine au fort de Saint-Cyr, sous le nom de Fonds Druet-Vizzavona. Ce fonds, comportant environ 150 000 plaques photographiques, est composé de la collection d'Eugène Druet (environ 30 000 plaques) et de celle de la famille Vizzanova, qui furent réunies en 1939.

## Expositions
- 1900, Paris, pavillon de l'Alma, avec les œuvres d'Auguste Rodin, un pan de mur ayant été réservé aux clichés de Druet[28].
- Du 16 janvier 1994 au 6 mars 1994, Licht und Schatten. Rodin-Photographien von Eugène Druet, exposition au musée Georg Kolbe, Berlin.
- Du 14 novembre 2007 au 2 mars 2008, Rodin sous l'œil des photographes, exposition au musée Rodin, Paris.

Photographies d'Eugène Druet
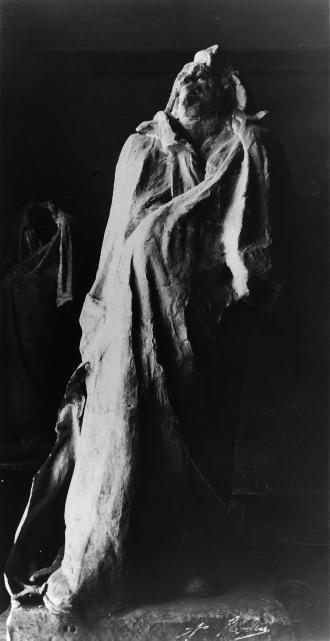
Auguste Rodin, Monument à Balzac.
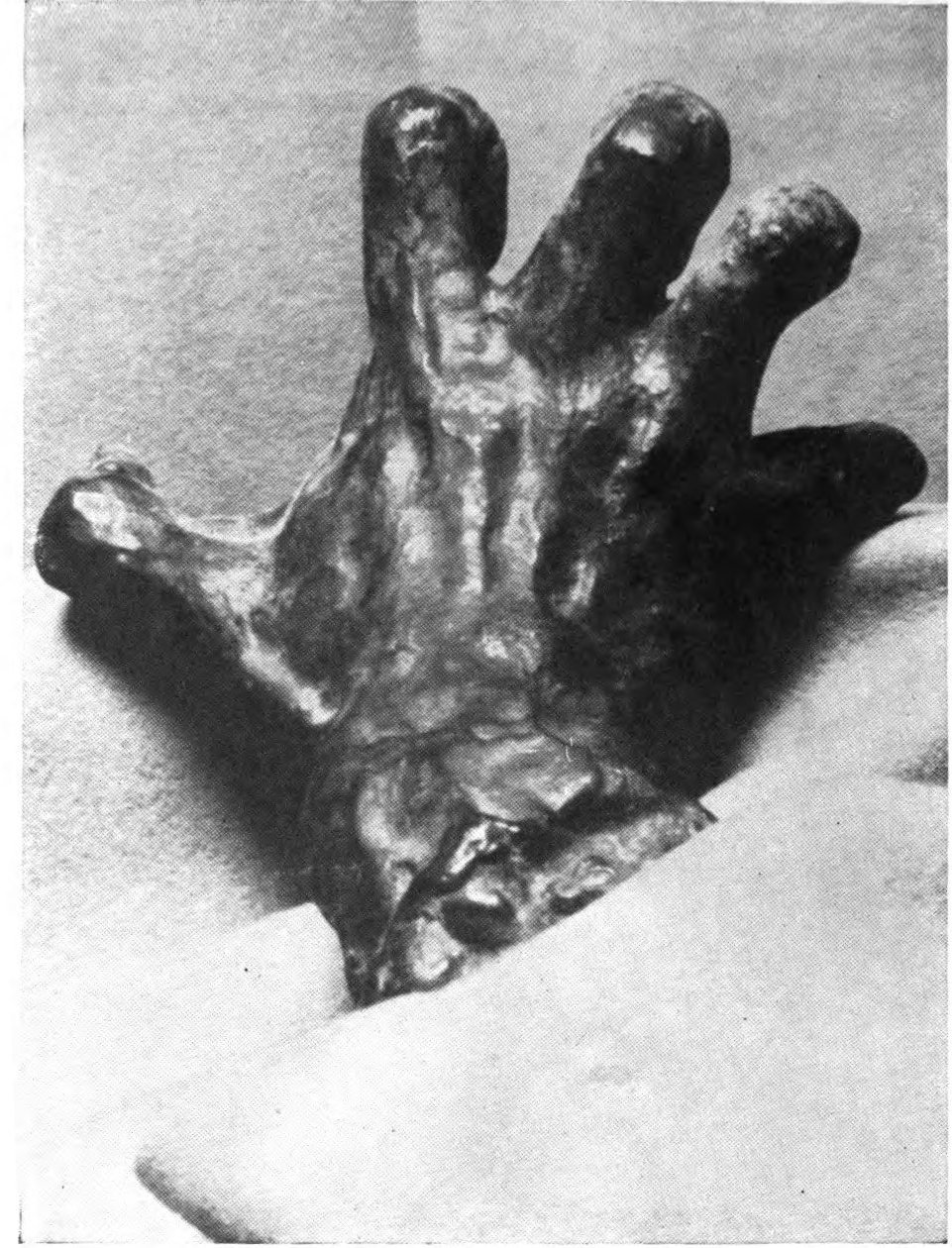
Auguste Rodin, La Main de bronze
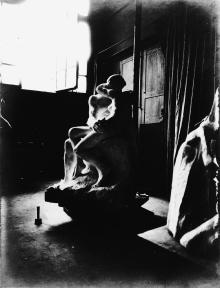
Auguste Rodin, Le Baiser (vers 1898).
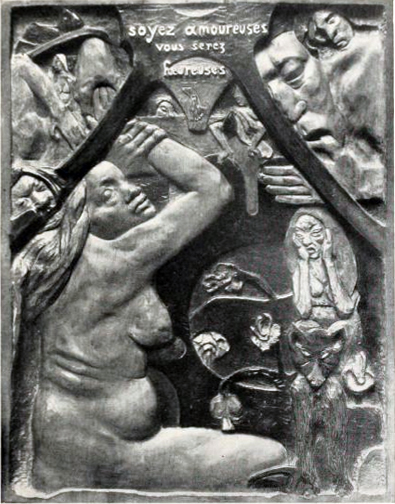
Paul Gauguin, Soyez amoureuses vous serez heureuses.
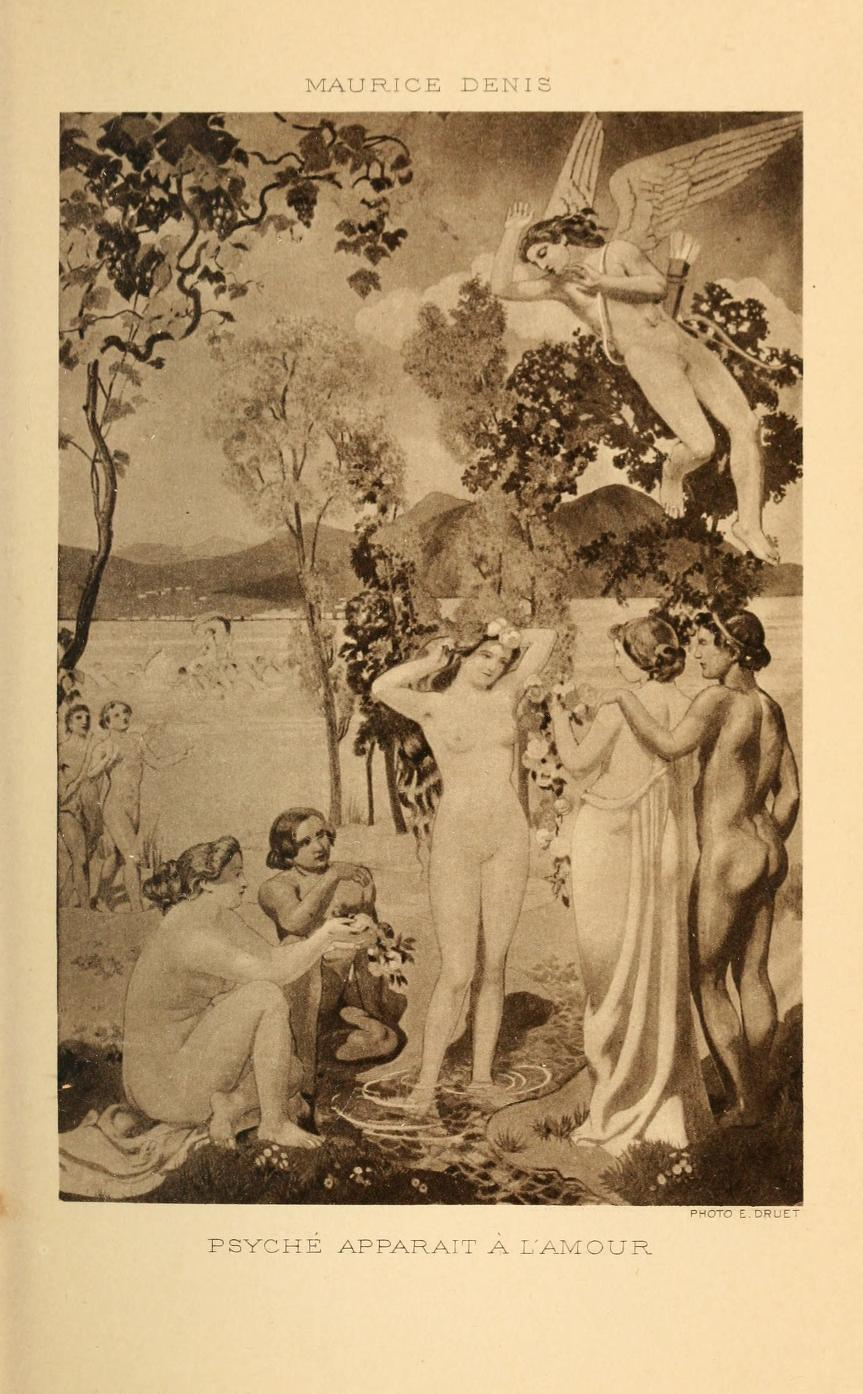
Maurice Denis, Psyché apparaît à l´Amour.
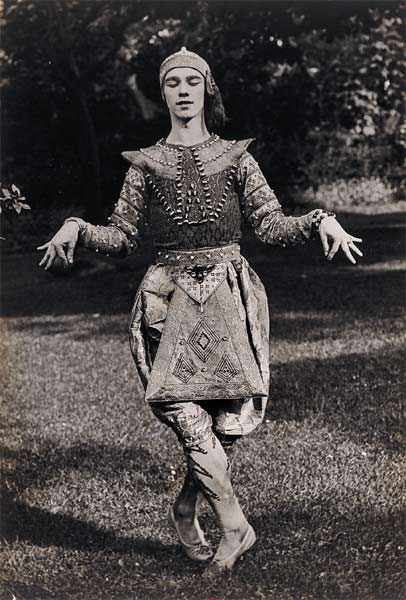
Vaslav Nijinski dans la Danse siamoise tirée des Orientales (1910).
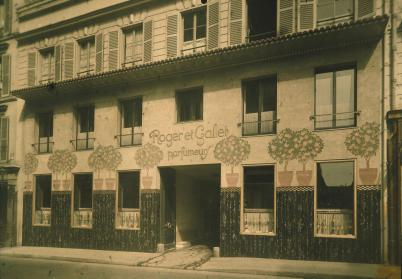
La façade des établissements Roger & Gallet à Paris.

### Expositions à la galerie Druet

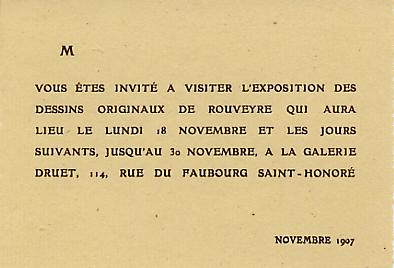
Invitation à l'exposition des dessins originaux d'André Rouveyre, à la galerie E. Druet, 1907.

- 1903 : 5 au 16 novembre, exposition de Théo van Rysselberghe[19].
- 1903 : novembre à décembre, Maurice Denis, Paul Sérusier, Ker-Xavier Roussel, Armand Seguin, Maximilien Luce, Henri-Edmond Cross et Albert Clouard[29].
- 1904 : 22 novembre au 10 décembre, exposition de Maurice Denis, dont le catalogue a été préfacé par André Gide[30].
- 1905 : exposition de Théo van Rysselberghe[19].
- 1905 : janvier à février, exposition de Berthe Morisot[31].
- 1906 : grande rétrospective Henri Matisse.
- 1907 : 18 au 30 novembre, exposition de dessins originaux d'André Rouveyre.
- 1908 : 6 au 18 janvier, Quelques œuvres de Vincent Van Gogh[32].
- 1909 : 25 octobre au 6 novembre, exposition Vladislav Granzow.
- 1910 : 7 au 19 novembre, exposition de peintures d'André Lhote.
- 1911 : 27 février au 12 mars, exposition de peintures de Théo van Rysselberghe[19].
- 1912 : exposition de Jacqueline Marval. 44 tableaux sont exposés dont Les Trois Roses (1910)[33].
- 1912 : décembre, exposition de Henri Farge.
- 1913 : 1er au 13 décembre exposition de peintures de Jules Flandrin
- 1913 : diffusion du catalogue de la vente La peau de l'ours, avec 16 reproductions[16].
- 1914 : 26 janvier au 7 février, exposition de Raoul de Mathan.
- 1914 : 9 au 21 février, exposition de groupe, présentant entre autres des œuvres de Baignières, Desvallières, Dethomas, Dufrénoy, Jules Flandrin, Charles Guérin, Marque, Rouault et Jacqueline Marval.
- 1917 : 5 au 27 mars, exposition du musicaliste Henry Valensi : une centaine de peintures et autant de dessins sur la campagne des Dardanelles, en Grèce (campagne menée par les Alliés entre le 25 avril 1915 au 8 janvier 1916) réalisés par Henry Valensi en tant que « peintre au quartier général du corps expéditionnaire ».
- 1919 : 20 au 31 janvier, exposition de Lucien Jacques et Joseph Gilardoni.
- 1921 : exposition d'Albert Huyot.
- 1921 : été, exposition Un Groupe de Peintres Anglais Modernes : Robert Bevan, Stanisława de Karłowska, Harold Gilman, Edward McKnight Kauffer, John Nash, Edward Wadsworth[34].
- 1921 : novembre à décembre, exposition de Robert Lotiron.
- 1922 : exposition de Lucien Jacques.
- 1922 : exposition Henri Lebasque.
- 1923 : exposition de Théo van Rysselberghe[19].
- 1923 : exposition d'Odilon Redon[20].
- 1924 : exposition rétrospective de l'œuvre de Pierre Bonnard[35].
- 1924 : exposition de Maurice Asselin.
- 1925 : exposition de Pedro Figari.
- 1926 : exposition d'Irène Reno.
- 1926 : mars à avril, exposition de Jean Helleu[36].
- 1926 : exposition des pastels, aquarelles, dessins, crayons de Berthe Morisot ; en décembre, exposition de Jean Puy et Henry de Waroquier.
- 1929 : exposition de Zoum Walter.
- 1929, 1930, 1933, 1937 : expositions de Marcel Roche.
- 1932 : exposition d'Adrienne Jouclard.
- 1933 : exposition de Dimitri Bouchène.
- 1934 : exposition Joseph Rossi[37].
- 1935 : février, exposition Pauline Peugniez.
- 1935 : exposition d'Émile Bouneau.
- 1935 : exposition de Celso Lagar.
- 1936 : exposition de Roland Oudot.
- 1936 : exposition de Jean Aujame.
- 1936 : novembre, exposition des œuvres récentes de Gérard Cochet, Othon Coubine, Henriette Deloras, Robert Lotiron, Jacques Lestrille, Hélène Marre et Georges Sabbagh.
- 1938 : 17 au 28 janvier, exposition Raymond Legueult.
- 1938 : mai-juin, exposition André Villeboeuf.